# Metal Gods - Tributo a Judas Priest
Metal Gods - Tributo a Judas Priest es un álbum tributo a la banda inglesa de heavy metal Judas Priest que salió a la luz en el año 2000. En él participaron varias bandas de heavy metal, en su mayoría de España.

## Lista de canciones
1. "United" - Sôber
2. "You´ve Got Another Thing Coming" - Barón Rojo
3. "Victim Of Changes" - Not For Us
4. "Electric Eye" - Muro
5. "Hell Patrol" - Avalanch
6. "Hard as Iron" - πL.T.
7. "Never Satisfied" - Armored Saint
8. "Breaking the law" - Berri txarrak
9. "Painkiller" - Saratoga
10. "Love Bites" - María del Mal
11. "Rocka Rolla" - Caskärrabias
12. "The Rage" - Ktulu
13. "The sentinel" - Su Ta Gar
14. "Out in the Cold" - Hamlet
15. "Turbolovers - remix" (Bonustrack) Side Effects